# چه بین
چه بین (کره‌ای: 채빈؛ زادهٔ کیم چه بین در ۲۲ اوت ۱۹۹۷) بازیگر اهل کره جنوبی است. او به عنوان مون گون یونگ دوم کره شناخته می‌شود و نخستین بار به خاطر ایفای نقش در سرزمین آهن مورد توجه قرار گرفت. از آثار دیگری که در آنها ایفای نقش کرده است می‌توان به پسر سبزی‌فروش، دو هفته و مردی در پشت نقاب اشاره کرد.